# 大高爾基百貨

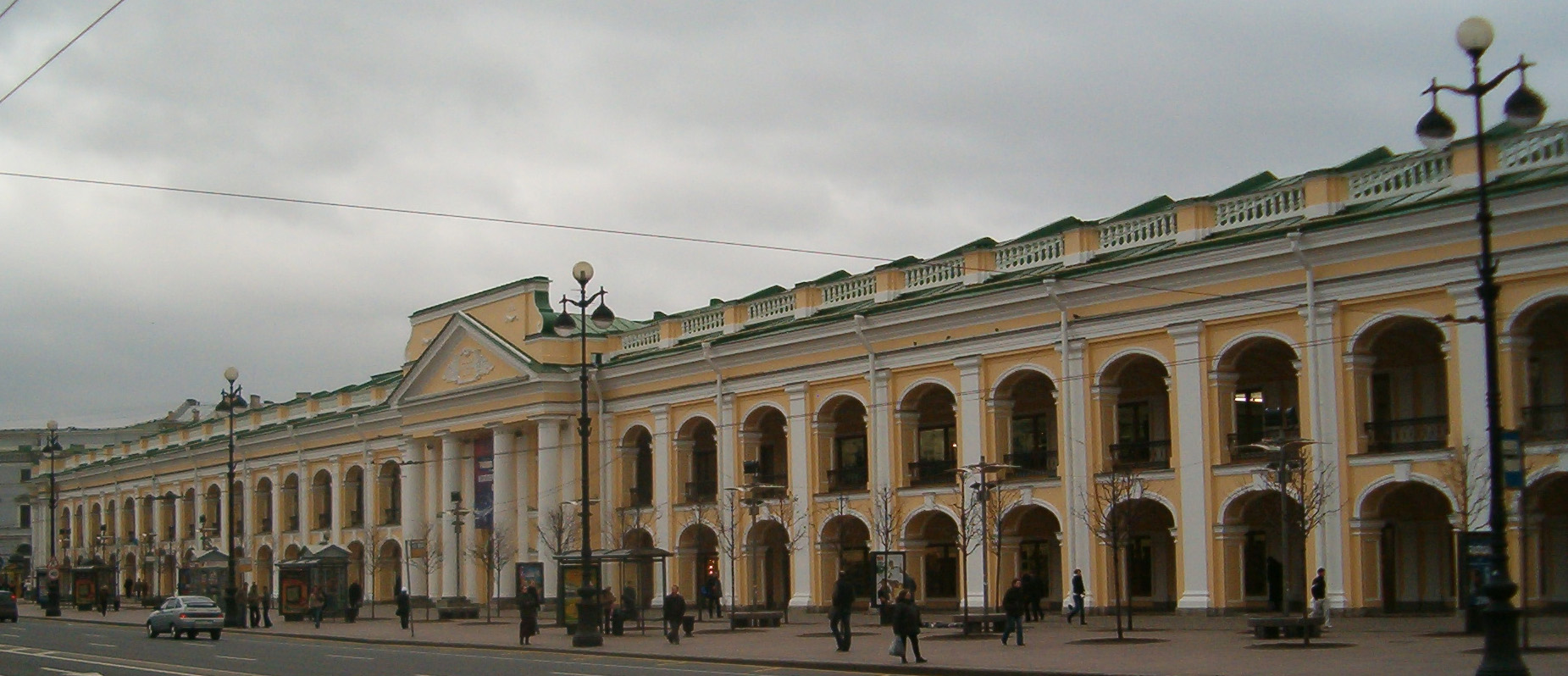
大高爾基百貨

大高爾基百貨（俄语：Большой Гостиный Двор）是俄羅斯聖彼得堡涅瓦大街的一家大型百貨公司。大高爾基百貨不僅是聖彼得堡歷史最古老的購物中心，也是世界首個百貨商店之一。

## 外部連結
- Official website of Great Gostiny Dvor in St Petersburg（页面存档备份，存于）
- Views from the upper gallery of Gostiny Dvor in St Petersburg

59°56′03″N 30°19′56″E / 59.93417°N 30.33222°E